# Іоан Федоров (священник)
Іоа́н Фе́доров (рос. Иоанн Фёдоров; нар. ? — пом. 1941) — ієрей, священномученик, місцевошанований святий Української Православної Церкви Московського патріархату.

## Біографія
З початку XX століття і до закриття (в 1934 році) служив в церкві Архангела Михайла в селищі Краснокутськ. Вбитий і втоплений у вбиральні в 1941 році більшовиками — начальником пошти Шубіним та співробітником НКВС.
22 червня 1993 року ухвалою Священного Синоду Української Православної Церкви Московського патріархату прийнято рішення про місцеву канонізацію подвижника в Харківській єпархії, в Соборі новомучеників та сповідників Слобожанського краю. День пам'яті — 1 червня.
Чин прославлення подвижника відбувся під час візиту до Харкова 3-4 липня 1993 року предстоятеля Української Православної Церкви Московського патріархату Митрополита Володимира, в Благовіщенському соборі.